# Thézan-lès-Béziers
Thézan-lès-Béziers – miejscowość i gmina we Francji, w regionie Oksytania, w departamencie Hérault.
Według danych na rok 1990 gminę zamieszkiwało 2008 osób, a gęstość zaludnienia wynosiła 147 osób/km² (wśród 1545 gmin Langwedocji-Roussillon Thézan-lès-Béziers plasuje się na 196. miejscu pod względem liczby ludności, natomiast pod względem powierzchni na miejscu 581.).